# Caradrina alfacaria
Caradrina alfacaria là một loài bướm đêm trong họ Noctuidae.